# 庫加伊夫
49°41′14″N 24°2′44″E / 49.68722°N 24.04556°E
庫加伊夫（烏克蘭語：Кугаїв），是烏克蘭西部的村莊，隸屬利維夫州的利維夫區。該村面積1.08平方公里，海拔高度257米，2001年人口171，人口密度每平方公里158.33人。